# Dzbanecznik Perville'a
Dzbanecznik Perville'a (Nepenthes pervillei) – gatunek rośliny z rodzaju dzbaneczników, występujący endemicznie w archipelagu Seszeli na wyspach Mahé i Silhouette. Rośnie na skalistych i mocno nasłonecznionych obszarach w pobliżu granitowych szczytów na wysokości między 350 do 500 m n.p.m. Wymaga dużej wilgotności powietrza.